# Коростелёв, Олег Анатольевич
Олег Анатольевич Коростелёв (11 января 1959, Прокопьевск, Кемеровская область, РСФСР, СССР — 20 марта 2020, Москва, Россия) — российский историк литературы, архивист, библиограф, специалист по русскому зарубежью.

## Биография
Родился 11 января 1959 года в Прокопьевске (Кузбасс, Кемеровская область), где учился в средней школе № 62 (1966—1976). В 1982 году окончил Новосибирский государственный педагогический институт, работал журналистом, печатался как литературный критик в новосибирских газетах и журналах («Сибирские огни», «Советская Сибирь», «Молодость Сибири»).

В 1987—1989 годах являлся слушателем Высших литературных курсов при Литературном институте имени А. М. Горького (Москва), затем аспирантом Литературного института (1989—1993). Кандидат филологических наук (1995, диссертация «Поэзия Георгия Адамовича»).
Был преподавателем кафедры истории русской литературы XX века Литературного института имени А. М. Горького (1992—1999).
В 1997—2006 годах параллельно с основной деятельностью работал в глянцевой журналистике (выпускающий редактор журналов «XXL», «Она/She», «Apriori», «Loaded», «Votre beaute», «Homes and Gardens»).
В ИМЛИ РАН в 2003—2005 годах являлся старшим научным сотрудником отдела русской литературы конца XIX — начала XX века, в 2010—2012 годах был докторантом, с 2012 по 2020 год был старшим научным сотрудником отдела «Литературное наследство» (с 2015 по 2020 год заведовал отделом), с 2016 по 2020 год являлся заместителем директора по научной работе.
В 2004—2017 годах занимал должность ведущего научного сотрудника Дома русского зарубежья им. А. Солженицына (работал заведующим научно-исследовательским отделом истории литературы и печатного дела).
С 2016 до конца жизни был доцентом кафедры мировой литературы и культуры МГИМО.
Скончался 20 марта 2020 года в Москве. Похоронен на Ногинском городском кладбище № 1.

## Научная деятельность
Составитель и редактор десятков томов историко-архивных альманахов, сборников и научных изданий, автор более 300 статей и архивных публикаций в научной периодике. Больше всего занимался подготовкой научных изданий авторов русского зарубежья (Г. В. Адамович, И. А. Бунин, Д. С. Мережковский, Д. П. Святополк-Мирский, Д. И. Кленовский, В. С. Варшавский, В. С. Яновский, Р. Б. Гуль, А. П. Ладинский), архивными публикациями и составлением библиографий (тематических, персональных и росписей содержания периодики). Особое внимание — публикации росписей содержания и архивных материалов эмигрантской периодики: «Современные записки» (Париж, 1920—1940), «Звено» (Париж, 1923—1928), «За свободу!» (Варшава, 1921—1932), «Меч» (Варшава, 1934—1939), «Опыты» (Нью-Йорк, 1953—1958) и др.
Публиковал материалы из архивов России, США, Великобритании, Италии, Германии, Франции, Монако и др.
Выступал с докладами на научных конференциях и читал лекции в университетах Москвы, Санкт-Петербурга, Рима, Милана, Венеции, Салерно, Парижа, Женевы, Кракова, Бостона, Бохума, Лиона, Пизы, Мачераты и др.
Ответственный редактор историко-архивного альманаха «Диаспора: Новые материалы» (СПб.: Феникс, 2001—2007. Вып. I—IX), главный редактор журнала «Литературный факт» (М.: ИМЛИ РАН, 2016—); член редколлегий изданий: «Литературоведческий журнал» (М.: ИНИОН, 1993—. № 1—40-; с № 15, 2001), «Балтийский архив» (Таллинн, Рига, Вильнюс: Авенариус, TLÜ kirjastus, 1996-. Вып. I-XIV-; с вып. XI, 2006), «AutobiografiЯ: Journal on Life Writing and the Representation of the Self in Russian Culture» (Падуя: Padova University Press, 2012-. № 1-4-), «Литературное наследство» (М., 1931—. Т. 1—105; с т. 105, 2016), «Studia litterarum» (М.: ИМЛИ РАН, 2016—), «Известия Уральского федерального университета. Серия 2: Гуманитарные науки» (Екатеринбург, 1997—; с № 163, 2017); ежегодников «И. А. Бунин: Новые материалы» (М.: Русский путь, 2004—2014, Вып. I—III), «Классика и современность в литературной критике русского зарубежья 1920—1930-х годов» (М.: ИНИОН, 2005—2006. Вып. 1—2), «Ежегодник Дома русского зарубежья имени Александра Солженицына» (М., 2010-), «Specimina Slavica Lugdunensia» (Lyon, 2000—; с вып. VIII, 2018), издательских серий «Русское зарубежье» (СПб.: Алетейя, 2002—), «Ex cathedra» (М.: Русский путь, 2006-), «Библиотека „Литературного наследства“» (М.: ИМЛИ РАН, 2016—), «Pagine di Russia» («Страницы России»; Bari: Stilo, 2017—), «Русская литература и философия: пути взаимодействия» (М.: Водолей, 2018—), научного собрания сочинений Г. В. Адамовича (СПб.: Алетейя, 1998—2015; Издательство Дмитрия Сечина, 2015—), научного собрания сочинений Д. С. Мережковского (М.: Республика, 1996—2011; Издательство Дмитрия Сечина, 2017—).
С 2004 года руководитель и исполнитель ряда проектов по грантам Российского гуманитарного научного фонда (РГНФ), Российского фонда фундаментальных исследований (РФФИ), Российского научного фонда (РНФ), фонда «Русский мир», Немецкого научно-исследовательского сообщества (Deutschen Forschungsgemeinschaft).
Организатор и куратор электронных проектов:
- Сетевое историко-литературное издание «Каталог». В сети с 22 января 2001 г. по 17 декабря 2009 г.
- Эмигрантика.ru. Русское зарубежье. В сети с 18 декабря 2009 г.
- Сводный каталог периодики русского зарубежья. В сети с декабря 2010 г.
- Литературное наследство. В сети с декабря 2015 г.
- Литературный факт. В сети с февраля 2017 г.
- Академический Бунин. В сети с марта 2018 г.

## Основные публикации
- Коростелёв О. А. От Адамовича до Цветаевой: Литература, критика, печать Русского зарубежья. — СПб.: Издательство им. Н. И. Новикова; Издательский дом «Галина скрипсит», 2013.
- Коростелёв О. А., Крынжина М. Д. Из истории журналистики русского зарубежья (1920—1960-е годы) : учебное пособие / О. А. Коростелёв, М. Д. Крынжина; Моск. гос. ин-т междунар. отношений (ун-т) М-ва иностр. дел Рос. Федерации, каф. мировой литературы и культуры. — М. : МГИМО-Университет, 2019. — 161 с. — ISBN 978-5-9228-2037-0.
- Адамович Г. В. Собрание сочинений / Редколл.: О. А. Коростелев, А. И. Серков, С. Р. Федякин, Жорж Шерон. — СПб.: Алетейя, 1998-.
- Мережковский Д. С. Собрание сочинений / Редколл.: О. А. Коростелев, А. Н. Николюкин, С. Р. Федякин. — М.: Республика, 1996—2011.
- Классик без ретуши. Литературный мир о творчестве Владимира Набокова: Критические отзывы, эссе, пародии / под общ. ред. Н. Г. Мельникова; сост. и подгот. текста Н. Г. Мельникова, О. А. Коростелёва; предисл., преамбулы, коммент., подбор ил. Н. Г. Мельникова. — М.: Новое литературное обозрение, 2000.
- Критика русского зарубежья: в 2 ч. / сост., примеч. О. А. Коростелёв, Н. Г. Мельников; подгот. текста, предисл., преамбулы О. А. Коростелёв. — М.: ООО «Издательство „Олимп“»; ООО «Издательство „АСТ“», 2002. — (Библиотека русской критики).
- И. А. Бунин: Новые материалы. Вып. I—II / сост., ред. О. Коростелёв и Р. Дэвис. — М.: Русский путь, 2004—2010.
- Якорь: Антология зарубежной поэзии / сост. Г. В. Адамович и М. Л. Кантор / под ред. Олега Коростелёва, Луиджи Магаротто и Андрея Устинова. — СПб.: Алетейя, 2005. — 416 с. — (Серия «Русское зарубежье. Источники и исследования»)
- «Если чудо вообще возможно за границей…»: Эпоха 1950-х гг. в переписке русских литераторов-эмигрантов / сост., предисл. и примеч. О. А. Коростелёва. — М.: Библиотека-фонд «Русское Зарубежье»; Русский путь, 2008. — 816 с.
- Ладинский А. Собрание стихотворений / сост., предисл. и примеч. О. А. Коростелёва. — М.: Викмо-М; Русский путь, 2008. — 368 с.
- Религиозно-философское общество в Санкт-Петербурге (Петрограде): История в материалах и документах: 1907—1917: В 3 т. / сост., подгот. текста, вступ. ст. и примеч. О. Т. Ермишина, О. А. Коростелёва, Л. В. Хачатурян и др. — М.: Русский путь, 2009.
- Философов Д. В. Критические статьи и заметки (1899—1916) / предисл., сост. и примеч. О. А. Коростелёва. — М.: ИМЛИ РАН, 2010.
- Варшавский В. С. Незамеченное поколение / Предисл. О. А. Коростелева; сост., коммент. О. А. Коростелева, М. А. Васильевой; подгот. текста Т. Г. Варшавской, О. А. Коростелёва, М. А. Васильевой; подгот. текста приложения, послесл. М. А. Васильевой. — М.: Дом русского зарубежья имени Александра Солженицына; Русский путь, 2010.
- Кленовский Д. Полное собрание стихотворений / общ. ред., сост., подгот. текста и примеч. О. А. Коростелёва; послесл. А. Е. Коростелёвой. — М.: Водолей, 2011. — 704 с. — (Серебряный век. Паралипоменон).
- Яновский В. Поля Елисейские: Книга памяти / предисл. Н. Г. Мельников; коммент. Н. Г. Мельников, О. А. Коростелёв. — М.: Астрель, 2012.
- «Современные записки» (Париж, 1920—1940). Из архива редакции: в 4 т. / под ред. О. Коростелёва и М. Шрубы. — М.: Новое литературное обозрение, 2011—2014.
- Мирский Д. О литературе и искусстве: Статьи и рецензии 1922—1937 / сост., подг. текстов, коммент., мат-лы к библиографии О. А. Коростелёва и М. В. Ефимова; вступ. ст. Дж. Смита. — М.: Новое литературное обозрение, 2014. — 616 с. — (Филологическое наследие).

- Критическая проза Георгия Адамовича // Литературная учёба. 1991. № 1. С. 138—148.
- Комментарии к «Комментариям» // Литературное обозрение. 1996. № 2. С. 11-16.
- «Звено» (Париж, 1923—1928) // Литературная энциклопедия русского зарубежья (1918—1940). Т. 2. Ч. 1. М., 1996. С. 240—262. (В соавторстве с С. Р. Федякиным); — то же в кн.: Литературная энциклопедия русского зарубежья: 1918—1940 / Т. 2: Периодика и литературные центры. М.: РОССПЭН, 2000. С. 157—167.
- «Опираясь на бездну…» (о критической манере Георгия Адамовича) // Адамович Г. В. Критическая проза / Вступ. ст., сост. и прим. О. А. Коростелева. М.: Издательство Литературного института, 1996. С. 4-10.
- «Парижская нота» // Литературная энциклопедия русского зарубежья (1918—1940). Т. 2. Ч. II. М.: ИНИОН, 1997. С. 158—164; — то же в кн.: Литературная энциклопедия русского зарубежья: 1918—1940 / Т. 2. Периодика и литературные центры. М.: РОССПЭН, 2000. С. 300—303; — вариант в кн.: Литературная энциклопедия терминов и понятий / Главный редактор и составитель А. Н. Николюкин. М.: НПК «Интелвак», 2001. С. 718—719.
- Книга «Люди и ложи» и её автор // Берберова Н. Люди и ложи: Русские масоны XX столетия. Харьков; М.: Калейдоскоп; Прогресс-Традиция, 1997. С. 380—398.
- Георгий Адамович, Владислав Ходасевич и молодые поэты эмиграции (реплика к старому спору о влияниях) // Российский литературоведческий журнал. 1997. № 11. С. 282—292.
- Философская трилогия Д. С. Мережковского // Мережковский Д. С. Собрание сочинений. Лица святых от Иисуса к нам / Под ред. О. А. Коростелева, А. Н. Николюкина и С. Р. Федякина. М.: Республика, 1997. С. 360—365.
- Подчиняясь не логике, но истине… («Литературные беседы» Георгия Адамовича в «Звене») // Адамович Г. В. Собрание сочинений. Литературные беседы: «Звено» (1923—1928): В 2-х кн. / Вступ. ст., сост. и прим. О. А. Коростелева. СПб.: Алетейя, 1998. Кн. 1. С. 5-30.
- Парижское «Звено» (1923—1928) и его создатели // Русское еврейство в зарубежье: Статьи, публикации, мемуары и эссе. Том I (VI) / Сост., гл. ред. и изд. М. Пархомовский. Иерусалим, 1998. С. 177—201.
- Главная трилогия Д. С. Мережковского // Мережковский Д. С. Собрание сочинений. Тайна Трех / Под ред. О. А. Коростелева, А. Н. Николюкина и С. Р. Федякина. М.: Республика, 1999. С. 603—606.
- Адамович (1892—1972) // Литература русского зарубежья: 1920—1940. Вып. 2. М.: ИМЛИ — Наследие, 1999. С. 158—186.
- «Без красок и почти без слов…» (поэзия Георгия Адамовича) // Адамович Г. В. Собрание сочинений: Стихи, проза, переводы / Вступ. статья, сост. и прим. О. А. Коростелева. СПб.: Алетейя, 1999. С. 5-74; — то же в кн.: Адамович Г. Полное собрание стихотворений / Сост., подг. текста, вступ. статья, примеч. О. А. Коростелева. — Спб.: Академический проект; Издательство «Эльм», 2005. С. 5-64; — то же под названием «Георгий Адамович» // Русская литература 1920—1930-х годов. Портреты поэтов: В 2 т. / Ред.-сост. А. Г. Гачева, С. Г. Семенова. М.: ИМЛИ РАН, 2008. Т. 2. С. 553—587.
- Комментарии к «Комментариям» // Адамович Георгий. Собрание сочинений: Комментарии / Сост., послесл. и примеч. О. А. Коростелева. СПб.: Алетейя, 2000. С. 593—612.
- Два полюса одной литературы // Марина Цветаева — Георгий Адамович: Хроника противостояния / Предисл., сост. и примеч. О. А. Коростелева. М.: Дом-музей Марины Цветаевой, 2000. С. 3-12.
- «Апология эмиграции» Романа Гуля // Гуль Роман. Я унес Россию: Апология эмиграции. Т. I: Россия в Германии / Предисловие и развернутый указатель имен О. Коростелева. — М.: Б. С. Г.-ПРЕСС, 2001. С. 5-21.
- Роман Гуль глазами современников // Гуль Роман. Я унес Россию: Апология эмиграции. Т. II: Россия во Франции / Предисловие и развернутый указатель имен О. Коростелева. — М.: Б. С. Г.-ПРЕСС, 2001. С. 5-27.
- Роман Гуль — редактор «Нового журнала» // Гуль Роман. Я унес Россию: Апология эмиграции. Т. III: Россия в Америке / Предисловие и развернутый указатель имен О. Коростелева. — М.: Б. С. Г.-ПРЕСС, 2001. С. 5-23.
- «Россия без свободы для меня невозможна…» (Статьи Мережковского эмигрантского периода) // Мережковский Д. С. Царство Антихриста: Статьи периода эмиграции / Сост., комментарии О. А. Коростелева и А. Н. Николюкина; послесл. О. А. Коростелева. СПб.: РХГИ, 2001. С. 560—582; — то же под названием: Мережковский в эмиграции // Литературоведческий журнал. 2001. № 15. С. 3-17.
- Подведение итогов (книга Адамовича «Одиночество и свобода» в его переписке с друзьями) // Адамович Г. В. Собрание сочинений: Одиночество и свобода / Сост., послесл. и примеч. О. А. Коростелева. СПб.: Алетейя, 2002. С. 309—322.
- Георгий Адамович в газете Милюкова «Последние новости» // Адамович Г. В. Собрание сочинений: Литературные заметки. Кн. 1 («Последние новости» 1928—1931) / Сост., послесл. и примеч. О. А. Коростелева. СПб.: Алетейя, 2002. С. 5-26.
- Пафос свободы: Литературная критика русской эмиграции за полвека (1920—1970) // Критика русского зарубежья: В 2 ч. / Сост., прим. О. А. Коростелев, Н. Г. Мельников. Подгот. текста, предисл., преамбулы О. А. Коростелев. М.: ООО «Издательство „Олимп“»; ООО «Издательство „АСТ“», 2002. Ч. 1. С. 3-35.
- Последние трилогии Д. С. Мережковского // Мережковский Д. С. Собрание сочинений. Реформаторы. Испанские мистики / Редкол. О. А. Коростелев, А. Н. Николюкин и С. Р. Федякин. М.: Республика, 2002. С. 538—542.
- «Зильберштейн и Макашин в одном флаконе» (Владимир Ефимович Аллой: 1945—2001) // Русские евреи во Франции: Статьи, публикации, мемуары и эссе. Книга 2 / Составитель, редактор и издатель М. Пархомовский, научный редактор и сосоставитель Д. Гузевич / Русское еврейство в зарубежье. Том 4 (9). Иерусалим, 2002. С. 129—140; то же: In memoriam: Сборник памяти Владимира Аллоя. СПб.: Феникс-Athenaeum, 2005. С. 242—255.
- Первая антология эмигрантской поэзии «Якорь» в переписке и отзывах современников // Зарубежная Россия. 1917—1939: Сборник статей. Кн. 2. СПб.: Лики России, 2003. С. 292—300.
- «Опыты» в отзывах современников // Литературоведческий журнал. 2003. № 17. С. 3-46.
- «Мы и они» в мировоззрении «парижской ноты» (Георгий Адамович о Европе и России) // Europa Orientalis. 2003. Vol. XXII. # 2. С. 171—184. — (том вышел в свет в августе 2004)
- Задачи, невыполнимые в одиночку (информационная база для изучения Русского Зарубежья) // Вестник архивиста. 2005. № 1 (85). С. 154—163; — вариант в книге: Документальное наследие по истории русской культуры в отечественных архивах и за рубежом. Материалы международной научно-практической конференции (Москва, 29-30 октября 2003 г.) / Ред. и сост. С. Д. Воронин, Т. М. Горяева, А. В. Попов. М.: РОССПЭН, 2005. С. 479—486.
- Журнал-лаборатория на перекрестке мнений двух волн эмиграции: «Опыты» (Нью-Йорк, 1953—1958) // История российского зарубежья. Эмиграция из СССР-России 1941—2001 гг.: Сборник статей / Под ред. Ю. А. Полякова, Г. Я. Тарле (сост.), О. В. Будницкого. М.: ИРИ РАН, 2007. С. 103—117.
- «Парижская нота» и противостояние молодёжных поэтических школ русской литературной эмиграции // Литературоведческий журнал. 2008. № 22. С. 3-50.
- Лирический театр Антонина Ладинского // Ладинский А. Собрание стихотворений / Сост., предисл. и примеч. О. А. Коростелева. М.: Викмо-М; Русский путь, 2008. С. 5-22.
- «Парижская нота» // Русская литература 1920—1930-х годов. Портреты поэтов: В 2 т. / Ред.-сост. А. Г. Гачева, С. Г. Семенова. М.: ИМЛИ РАН, 2008. Т. 2. С. 500—552.
- Религиозно-философское общество в Санкт-Петербурге (Петрограде): Вехи истории, тематика заседаний, дискуссии // Религиозно-философское общество в Санкт-Петербурге (Петрограде): История в материалах и документах: 1907—1917: В 3 т. / Сост., подгот. текста, вступ. ст. и примеч. О. Т. Ермишина, О. А. Коростелева, Л. В. Хачатурян и др. М.: Русский путь, 2009. Т. 1. С. 5-26.
- Проблемы библиографирования и оцифровки эмигрантской периодики // Периодическая печать российской эмиграции. 1920—2000: Сборник статей / Под ред. Ю. А. Полякова и О. В. Будницкого. М.: ИРИ РАН, 2009. С. 258—268.
- «Современные записки» в отзывах критики // Вокруг редакционного архива «Современных записок» (Париж, 1920—1940): Сборник статей и материалов / Под ред. Олега Коростелева и Манфреда Шрубы. М.: Новое литературное обозрение, 2010. С. 11-19.
- Литературная критика Дмитрия Философова // Философов Д. В. Критические статьи и заметки (1899—1916) / Пред., сост. и прим. О. А. Коростелева. М.: ИМЛИ РАН, 2010. С. 3-21.
- Владимир Варшавский и его поколение // Варшавский В. С. Незамеченное поколение / Предисл. О. А. Коростелева; сост., коммент. О. А. Коростелева, М. А. Васильевой; подгот. текста Т. Г. Варшавской, О. А. Коростелева, М. А. Васильевой; подгот. текста приложения, послесл. М. А. Васильевой. М.: Дом русского зарубежья имени Александра Солженицына; Русский путь, 2010. С. 5-14. (книга вышла в июле 2011 г.)
- Амфитеатровы в варшавских изданиях Д. В. Философова // «Беспокойные музы»: К истории русско-итальянских отношений XVIII—XX вв. [Материалы конференции, организованной университетом Салерно 30 мая-5 июня 2010 г.] / Составитель Антонелла д’Амелия. Салерно, 2011. [Т. 1.] (Europa Orientalis. № 14/1). С. 245—254.
- Сводная коллекция периодических и продолжающихся изданий русского зарубежья: проблемы библиографирования и оцифровки // Труды Международного библиографического конгресса (Санкт-Петербург, 21-23 сентября 2010 г.) / РНБ; [науч. ред.: Н. К. Леликова и др.; ред.: М. А. Бенина, Л. С. Гейро]. СПб., 2012. Ч. 1. С. 261—268. (в соавторстве с Т. А. Корольковой и Н. А. Фролкиной)

- Эпизод сорокапятилетней дружбы-вражды / Письма Г. Адамовича И. Одоевцевой и Г. Иванову (1955—1958) / Публ. О. А. Коростелева // Минувшее. Исторический альманах. 21. М.; СПб.: Atheneum; Феникс, 1997. С. 391—502.
- Письма К. Д. Бальмонта к К. К. Случевскому / Публикация О. Коростелева и Ж. Шерона // Русская литература. 1998. № 1. С. 88-94.
- «…Наша культура, отраженная в капле…» / Письма И. Бунина, Д. Мережковского, З. Гиппиус и Г. Адамовича к редакторам парижского «Звена» / Публ. О. А. Коростелева // Минувшее. Исторический альманах. 24. Спб.: Atheneum; Феникс, 1998. С. 123—165.
- «…В памяти эта эпоха запечатлелась навсегда…»: Письма Ю. К. Терапиано к В. Ф. Маркову (1953—1966) / Публ. О. А. Коростелева и Ж. Шерона // Минувшее. Исторический альманах. 24. Спб.: Atheneum; Феникс, 1998. С. 240—378.
- «…Я не имею отношения к Серебряному веку…»: Письма Ирины Одоевцевой к Владимиру Маркову (1956—1975) / Публикация Олега Коростелева и Жоржа Шерона // In memoriam: Исторический сборник памяти А. И. Добкина. СПб.; Париж: Феникс-Atheneum, 2000. С. 398—518.
- «…Мир на почетных условиях…»: Переписка В. Ф. Маркова с М. В. Вишняком. 1954—1959 / Публикация Олега Коростелева и Жоржа Шерона // Диаспора: Новые материалы. Париж; СПб.: Athenaeum-Феникс, 2001. Вып. I. С. 557—584.
- «…Я молчал 20 лет, но это отразилось на мне скорее благоприятно»: Письма Д. И. Кленовского В. Ф. Маркову 1952—1962 гг. / Публ. Олега Коростелева и Жоржа Шерона // Диаспора: Новые материалы. Вып. II. СПб.: Феникс, 2001. С. 585—693.
- «Что собрания поэтов?»: Письма Д. С. Мережковского и З. Н. Гиппиус К. К. Случевскому (1899—1902) / Публикация О. А. Коростелева // Литературоведческий журнал. 2001. № 15. С. 261—270.
- «Простите, что пишу Вам по делу…»: Письма Г. В. Адамовича редакторам Издательства имени Чехова (1952—1955) // Адамович Г. В. Собрание сочинений: Одиночество и свобода / Сост., послесл. и примеч. О. А. Коростелева. СПб.: Алетейя, 2002. С. 323—346.
- Переписка Г. В. Адамовича с Р. Н. Гринбергом: 1953—1967 / Публикация, подготовка текста и комментарии О. А. Коростелева // Литературоведческий журнал. 2003. № 17. С. 97-181.
- Несколько штрихов к истории литературы первых лет эмиграции (Из архива С. В. Познера) / Публикация О. А. Коростелева // Русская эмиграция: Литература. История. Кинолетопись: Материалы международной конференции (Таллинн, 12-14 сентября 2002) / Ред. В. Хазан, И. Белобровцева, С. Доценко. М.; Таллинн; Иерусалим: Мосты культуры/Гешарим, 2004. С. 321—353.
- Переписка И. А. и В. Н. Буниных с Г. В. Адамовичем (1926—1961) / Публикация Олега Коростелева и Ричарда Дэвиса // И. А. Бунин: Новые материалы. Вып. I. М.: Русский путь, 2004. С. 8-164.
- Вокруг «Якоря»: из архива М. Л. Кантора / Публ. О. Коростелева и А. Устинова // Якорь: Антология зарубежной поэзии / Сост. Г. В. Адамович и М. Л. Кантор / Под ред. Олега Коростелева, Луиджи Магаротто и Андрея Устинова. СПб.: Алетейя, 2005. С. 253—323.
- «Мы с Вами очень разные люди»: Письма Г. В. Адамовича А. П. Бурову (1933—1938) / Публикация О. А. Коростелева // Диаспора: Новые материалы. Париж; СПб.: Athenaeum-Феникс, 2007. Вып. IX. С. 325—354.
- Письма Г. В. Адамовича И. В. Чиннову (1952—1972) / Публ. О. А. Коростелева // Литературоведческий журнал. 2008. № 22. С. 172—275.
- «Хочется взять все замечательное, что в силах воспринять, и хранить его…»: Письма Э. М. Райса В. Ф. Маркову (1955—1978) // «Если чудо вообще возможно за границей…»: Эпоха 1950-х гг. в переписке русских литераторов-эмигрантов / Сост., предисл. и примеч. О. А. Коростелева. М.: Библиотека-фонд «Русское Зарубежье»; Русский путь, 2008. С. 553—694.
- «Не будьте на меня в претензии…»: Письма Г. В. Адамовича М. В. Вишняку 1938—1968 гг. / Публ. Олега Коростелева // Vademecum. К 65-летию Лазаря Флейшмана. М.: Водолей, 2010. С. 418—435.
- «Я с Вами привык к переписке идеологической…»: Письма Г. В. Адамовича В. С. Варшавскому (1951—1972) / Предисл., подг. текста и коммент. О. А. Коростелева // Ежегодник Дома русского зарубежья имени Александра Солженицына. 2010. М.: Дом русского зарубежья имени Александра Солженицына, 2010. С. 255—344.
- «Драгоценная скупость слов»: Переписка И. А. и В. Н. Буниных с Ю. Л. Сазоновой (Слонимской) (1952—1954) / Вступительная статья Кита Триббла; Публикация Кита Триббла, Олега Коростелева и Ричарда Дэвиса // И. А. Бунин: Новые материалы. Вып. II. / Сост., ред. О. Коростелев и Р. Дэвис. — М.: Русский путь, 2010. С. 267—397.
- «Журнал — не газета, и остается навсегда»: Г. В. Адамович / Публикация, вступительная статья и примечания О. А. Коростелева // «Современные записки» (Париж, 1920—1940). Из архива редакции: В 4 т. / Под ред. О. Коростелева и М. Шрубы. — М.: Новое литературное обозрение, 2012. Т. 2. С. 9-30.
- «Если хотите меня печатать, терпите»: И. А. Бунин / Публ. и примеч. О. А. Коростелева и М. Шрубы; вступ. ст. О. А. Коростелева // «Современные записки» (Париж, 1920—1940). Из архива редакции: В 4 т. / Под ред. О. Коростелева и М. Шрубы. — М.: Новое литературное обозрение, 2012. Т. 2. С. 697—932.
- Винавер Р. Г. Воспоминания / Подготовка к печати и комментарии В. Е. Кельнера и О. А. Коростелева // Архив еврейской истории. Т. 7 / Под ред. О. В. Будницкого. М.: РОССПЭН, 2012. С. 11-134.
- «…Не скрывайте от меня Вашего настоящего мнения…»: Переписка Г. В. Адамовича с М. А. Алдановым (1944—1957) / Предисл., подг. текста и коммент. О. А. Коростелева // Ежегодник Дома русского зарубежья имени Александра Солженицына. 2011. М.: Дом русского зарубежья имени Александра Солженицына, 2011. С. 290—478.
- «Не думайте, что я забыл „Современные записки“»: В. В. Вейдле / Публ., вступ. ст. и примеч. О. А. Коростелева // «Современные записки» (Париж, 1920—1940). Из архива редакции: В 4 т. / Под ред. О. Коростелева и М. Шрубы. М.: Новое литературное обозрение, 2012. Т. 3. С. 9-36.
- «Можете рассчитывать на мое сотрудничество»: С. И. Гессен / Публ., вступ. ст. и примеч. О. А. Коростелева и М. Шрубы // «Современные записки» (Париж, 1920—1940). Из архива редакции: В 4 т. / Под ред. О. Коростелева и М. Шрубы. М.: Новое литературное обозрение, 2012. Т. 3. С. 95-206.
- «И мне близки интересы „Современных записок“!»: В. М. Зензинов / Публ. и примеч. О. А. Коростелева и М. Шрубы; вступ. ст. М. Шрубы // «Современные записки» (Париж, 1920—1940). Из архива редакции: В 4 т. / Под ред. О. Коростелева и М. Шрубы. М.: Новое литературное обозрение, 2012. Т. 3. С. 761—840.
- «Если напишу что-нибудь хорошее, непременно пришлю на Ваш суд»: З. А. Шаховская / Публикация, вступительная статья и примечания О. А. Коростелева // «Современные записки» (Париж, 1920—1940). Из архива редакции: В 4 т. / Под редакцией Олега Коростелева и Манфреда Шрубы. М.: Новое литературное обозрение, 2014. Т. 4. С. 745—759.
- Поэты — корреспонденты «Современных записок» / Публикация, вступительные заметки и примечания О. А. Коростелева, В. И. Хазана и М. Шрубы // «Современные записки» (Париж, 1920—1940). Из архива редакции: В 4 т. / Под редакцией Олега Коростелева и Манфреда Шрубы. М.: Новое литературное обозрение, 2014. Т. 4. С. 887—959.
- «Не поспособствуете ли советом?»: Письма Г. В. Адамовича, Н. А. Оцупа, А. М. Ремизова из архива Б. Ф. Шлёцера / Вступит. ст., подгот. текста и коммент. М. В. Ефимова и О. А. Коростелева // Русская литература. 2014. № 3. С. 200—212.

- Литературная и окололитературная периодика конца XIX-первой половины XX вв.: Росписи и указатели содержания: Материалы к библиографии / Сост. О. А. Коростелев // Каталог. 2001. 20 декабря; дополненная версия: Эмигрантика. 2010. 15 февраля. http://www.emigrantika.ru/buro/680-bookiv
- Печатное дело русского зарубежья в исследованиях и документах: Материалы к библиографии // Диаспора: Новые материалы. Вып. 5. Париж; СПб., 2003. С. 661—715.
- Литература русской эмиграции: Материалы к библиографии / Сост. О. А. Коростелев // Europa Orientalis. 2003. Vol. XXII. # 2. С. 321—397.
- «Опыты» (Нью-Йорк, 1953—1958. № 1-9): Аннотированная роспись содержания / Составление и именной указатель О. А. Коростелева // Литературоведческий журнал. 2003. № 17. С. 255—368.
- Литературная критика русской эмиграции: Материалы к библиографии // Классика и современность в литературной критике русского зарубежья 1920—1930-х годов: Сборник научных трудов ИНИОН РАН. Центр гуманитарных научно-информационных исследований. Отдел литературоведения; Редколлегия Т. Г. Петрова (отв. ред.), О. А. Коростелев, А. Н. Николюкин и др. М.: ИНИОН, 2005. Ч. I. С. 137—186.
- Георгий Адамович об иностранной литературе: Материалы к библиографии / Сост. О. А. Коростелев // Русские писатели в Париже: Взгляд на французскую литературу: 1920—1940: Международная научная конференция (Женева, 8-10 декабря 2005 г.) / Сост., науч. ред. Ж.-Ф. Жаккара, А. Морар, Ж. Тассис. М.: Русский путь, 2007. С. 163—179.
- «Парижская нота»: Материалы к библиографии / Сост. О. А. Коростелев // Литературоведческий журнал. 2008. № 22. С. 276—318.
- «Меч» (Варшава, 1934—1939): Роспись литературных материалов / Сост. О. А. Коростелев // Литературоведческий журнал. 2009. № 26. С. 234—326.
- «За свободу!» (Варшава, 1921—1923): Роспись литературных материалов / Сост. О. А. Коростелев // Литературоведческий журнал. 2010. № 27. С. 206—323.
- «За свободу!» (Варшава, 1924): Роспись литературных материалов / Сост. О. А. Коростелев // Литературоведческий журнал. 2011. № 28. С. 268—331.
- «За свободу!» (Варшава, 1925): Роспись литературных материалов / Сост. О. А. Коростелев // Литературоведческий журнал. 2011. № 29. С. 282—373.
- «За свободу!» (Варшава, 1926—1927): Роспись литературных материалов / Сост. О. А. Коростелев // Литературоведческий журнал. 2012. № 30. С. 236—368.
- «За свободу!» (Варшава, 1928): Роспись литературных материалов / Сост. О. А. Коростелев // Литературоведческий журнал. 2013. № 32. С. 303—376.
- «За свободу!» (Варшава, 1929—1930): Роспись литературных материалов / Сост. О. А. Коростелев // Литературоведческий журнал. 2013. № 33. С. 148—257.
- «За свободу!» (Варшава, 1931—1932): Роспись литературных материалов / Сост. О. А. Коростелев // Литературоведческий журнал. 2014. № 34. С. 207—274.
- Статьи и заметки Д. В. Философова на литературные темы (1899—1917): Материалы к библиографии / Сост. О. А. Коростелев // Философов Д. В. Критические статьи и заметки (1899—1916) / Пред., сост. и прим. О. А. Коростелева. М.: ИМЛИ РАН, 2010. С. 644—658.
- Отзывы критики на «Современные записки» (Париж, 1920—1940): материалы к библиографии / Сост. Олег Коростелев при участии Манфреда Шрубы // Вокруг редакционного архива «Современных записок» (Париж, 1920—1940): Сборник статей и материалов / Под ред. Олега Коростелева и Манфреда Шрубы. М.: Новое литературное обозрение, 2010. С. 484—509.
- «Современные записки» (Париж, 1920—1940) в публикациях и исследованиях: материалы к библиографии / Сост. Олег Коростелев // Вокруг редакционного архива «Современных записок» (Париж, 1920—1940): Сборник статей и материалов / Под ред. Олега Коростелева и Манфреда Шрубы. М.: Новое литературное обозрение, 2010. С. 510—515.
- Юбилей и вечера журнала «Современные записки» / Сост. Олег Коростелев // Вокруг редакционного архива «Современных записок» (Париж, 1920—1940): Сборник статей и материалов / Под ред. Олега Коростелева и Манфреда Шрубы. М.: Новое литературное обозрение, 2010. С. 523—527.
- Георгий Адамович в «Последних новостях»: Материалы к библиографии / Сост. и предисл. О. А. Коростелева // Ежегодник Дома русского зарубежья имени Александра Солженицына. 2010. М.: Дом русского зарубежья имени Александра Солженицына, 2010. С. 517—590.
- Георгий Адамович: Библиографический указатель работ о жизни и творчестве (1916—2010) / Сост. и пред. О. А. Коростелев // Ежегодник Дома русского зарубежья имени Александра Солженицына. 2012. М.: Дом русского зарубежья имени Александра Солженицына, 2012. С. 479—586.
- Д. Мирский (Д. П. Святополк-Мирский): Материалы к библиографии / Сост. О. А. Коростелев при участии М. В. Ефимова // Мирский Д. О литературе и искусстве: Статьи и рецензии 1922—1937 / Сост., подг. текстов, коммент., мат-лы к библиограф. О. А. Коростелева и М. В. Ефимова; вступ. ст. Дж. Смита. М.: Новое литературное обозрение, 2014. С. 528—572[10].

- Бенефис «Современных записок» // Передача Ивана Толстого «Мифы и репутации» на радио «Свобода» 4 октября 2010 г.
- Возвращение Владимира Варшавского // Передача Ивана Толстого «Мифы и репутации» на радио «Свобода» 23 октября 2011 г.
- В фокусе — Иван Бунин // Передача Ивана Толстого «Мифы и репутации» на радио «Свобода» 30 октября 2011 г.
- Памятник «Современным запискам» // Передача Ивана Толстого «Мифы и репутации» на радио «Свобода» 18 марта 2012 г.
- Если сказал «а»: Журнал «Современные записки» и его авторы // Передача Ивана Толстого «Мифы и репутации» на радио «Свобода» 8 апреля 2012 г.
- Третий: Судьба Дмитрия Философова. К 140-летию со дня рождения публициста // Передача Ивана Толстого «Мифы и репутации» на радио «Свобода» 22 апреля 2012 г.
- Новая площадка для новых находок: Ежегодник Дома русского зарубежья // Передача Ивана Толстого «Мифы и репутации» на радио «Свобода» 27 мая 2012 г.
- Мемуары незамеченного: Василий Яновский о русском Париже // Передача Ивана Толстого «Мифы и репутации» на радио «Свобода» 10 июня 2012 г.
- «Незамеченное поколение Владимира Варшавского» // Документальный фильм о В. С. Варшавском режиссёра Александра Капкова (премьера на телеканале «Россия Культура» 5 декабря 2012 в 12.50).
- Семейные хроники: О книге Александра Колмогорова «Мне доставшееся» (об истории рода Лухмановых и Адамовичей) // Передача Ивана Толстого «Мифы и репутации» на радио «Свобода» 26 мая 2013 г.
- В гостях у Льва Новоженова — историк литературы Олег Коростелев // Телепередача «Наши со Львом Новоженовым» на канале «НТВ-Мир» 15 марта 2014 г. в 17.00.
- Цифра на страже буквы: Как оцифровка спасает наследие русской эмиграции // Передача Ивана Толстого «Поверх барьеров» на радио «Свобода» 10 июня 2014 г.
- Памятник русскому Парижу: «Современные записки» в профессиональных руках // Передача Ивана Толстого «Поверх барьеров» на радио «Свобода» 17 июня 2014 г.
- Наследие красного князя: К 75-летию гибели Дмитрия Святополк-Мирского // Передача Ивана Толстого «Мифы и репутации» на радио «Свобода» 22 июня 2014 г.